# Petros Mhari
Petros Mhari (ur. 15 kwietnia 1989 w Filabusi) – zimbabwejski piłkarz grający na pozycji bramkarza. Od 2013 jest zawodnikiem klubu FC Platinum.

## Kariera klubowa
Swoją karierę piłkarską Mhari rozpoczął w klubie Shabanie Mine FC. W latach 2004–2008 grał w nim w drugiej lidze zimbabwejskiej. W 2009 roku przeszedł do pierwszoligowego Hwange FC. W 2013 roku został zawodnikiem FC Platinum. W sezonach 2017, 2018 i 2019 wywalczył z nim trzy mistrzostwa Zimbabwe. Wcześniej, w sezonie 2014, zdobył Puchar Zimbabwe, a w sezonie 2016 został wicemistrzem tego kraju.

## Kariera reprezentacyjna
W reprezentacji Zimbabwe Mhari zadebiutował 11 listopada 2021 w przegranym 0:1 meczu eliminacji do MŚ 2022 z Południową Afryką, rozegranym w Johannesburgu. W 2022 roku został powołany do kadry na Puchar Narodów Afryki 2021. Na tym turnieju rozegrał dwa mecze: grupowe z Senegalem (0:1) i z Malawi (1:2).